# Малина Томова
Малина Томова е българска поетеса, журналист, автор на сценарии и издател. Съпруга е на поета Иван Цанев.

## Биография
Родена е на 21 януари 1950 г. в Пловдив. Завършва руска гимназия в Пловдив през 1968 г. и руска филология в Софийския държавен университет през 1976 г. Съпруга на поета Иван Цанев.
Сътрудничи на вестниците „Народна младеж“, „Пулс“, „Литературен фронт“ и списанията „Тракия“, „Септември“, „Пламък“ и други. Редактор е в „Литературен вестник“.
През 1994 г. става един от съоснователите на Сдружението на българските писатели. През 1996 г. основава своето издателство „Стигмати“, в което публикува много български и европейски съвременни автори. Превежда от руски език, преподавател е по кинодраматургия в Югозападния университет в Благоевград.
Малина Томова е първият главен редактор на вестник „Романо ило“ („Циганско сърце“). Автор е на сценария на игралния филм „Гори, гори, огънче“, който през 1994 г. получава Наградата на кинокритиката, както и автор на сценария на документалния филм „Василица“. Съучредител е на конкурса за поезия на името на Усин Керим.
Стихосбирките ѝ „Душа“ (1978) и „Ежелюбов“ (1987) са преведени на английски, испански, руски и унгарски език.
След кратко боледуване Малина Томова умира на 17 септември 2011 г. в София, погребана е в Пловдив. На 22 декември 2012 г. ѝ е присъдена Националната награда за поезия „Иван Николов“ за цялостно творчество.